# Рацёнж (гмина)
Ра́цёнж (пол. Raciąż) — сельская гмина (волость) в Польше, входит как административная единица в Плоньский повет, Мазовецкое воеводство. Население — 8813 человек (на 2004 год).

## Демография
| Перепись                       | Всего   | Всего | Женщины | Женщины | Мужчины | Мужчины |
| ------------------------------ | ------- | ----- | ------- | ------- | ------- | ------- |
| Единицы                        | человек | %     | человек | %       | человек | %       |
| Население                      | 8813    | 100   | 4320    | 49      | 4493    | 51      |
| Плотность населения (чел./км²) | 35,4    | 35,4  | 17,4    | 17,4    | 18,1    | 18,1    |

## Сельские округа
1. Беляны
2. Богуцин
3. Буды-Крашевске
4. Хажины
5. Хычево
6. Цецерск
7. Цьверск
8. Добрска-Колёнья
9. Добрска-Влосцяны
10. Дроздово
11. Друхово
12. Фольварк-Рацёнж
13. Гжибово
14. Ежево-Весель
15. Качоровы
16. Келбово
17. Киники
18. Коценцин-Бродовы
19. Кодлутово
20. Коссобуды
21. Козеброды
22. Козалин
23. Крайково
24. Крашево-Чубаки
25. Крашево-Фальки
26. Крашево-Гачулты
27. Крашево-Подборне
28. Краснево
29. Крушеница
30. Липа
31. Лемпинек
32. Лемпино
33. Малево
34. Мала-Весь
35. Млоды-Недруж
36. Нове-Гралево
37. Новы-Комунин
38. Нове-Млодохово
39. Пенсы
40. Пулька-Рацёнж
41. Сераково
42. Старе-Гралево
43. Стары-Комунин
44. Строженцин
45. Шапск
46. Щепково
47. Унецк
48. Вемпилы
49. Витково
50. Здунувек
51. Злотополе
52. Жуково-Струсе
53. Жыхово

## Соседние гмины
1. Гмина Бабошево
2. Гмина Дробин
3. Гмина Глиноецк
4. Рацёнж
5. Гмина Радзанув
6. Гмина Семёнтково
7. Гмина Старозьребы
8. Гмина Стшегово
9. Гмина Завидз